# Корнейчук, Григорий Петрович
Григорий Петрович Корнейчук (укр. Корнійчук Григорій Петрович; 25 марта 1913, Малая Клетинка, Российская империя — 17 февраля 1985) — украинский ученый-химик, специалист в области гетерогенного катализа.

### Биография
Родился в селе Малая Клетинка (ныне — Казатинский район) Винницкой области в крестьянской семье Петра Демидовича и Ефросинии Ивановны Корнейчуков. После окончания школы сельской молодежи с 1929 по 1931 годы учился в педагогическом техникуме города Бердичева.
С 1931 по 1936 годы обучался на химическом факультете Днепропетровского государственного университета. С 1936 по 1939 годы был аспирантом университета (кафедра общей химии, руководитель Илья Анисимович Хризман), где в 1940 году защитил кандидатскую диссертацию на тему «Роль нитридов железа в кинетике разложения аммиака».
С сентября 1939 по май 1941 года работал в Днепропетровском институте физической химии им. Л. В. Писаржевского АН УССР младшим научным сотрудником (с июня 1940 года — старшим научным сотрудником).
В мае 1941 г. Г. П. Корнейчук был отправлен на военную переподготовку. С июня 1941 г. по июль 1942 г. Г. П. Корнейчук принимал участие в легендарной обороне Севастополя в должности начальника связи дивизиона, полка и начальника химической службы 905-го артполка 345-й стрелковой дивизии. С 9 ноября 1945 г. Г. П. Корнейчук продолжил работу уже в Киеве, куда переехал Институт физической химии, в должности старшего научного сотрудника. С этого времени начинается его тесное сотрудничество с В. А. Ройтером — основателем украинской школы гетерогенного катализа.
В 1966 г. результаты многолетних исследований Г. П. Корнейчука были обобщены в докторской диссертации «Прямое экспериментальное исследование роли макрофакторов в гетерогенном катализе» .
В 1973 г. Г. П. Корнейчук возглавил отдел гетерогенного катализа Института физической химии имени Писаржевского АН УССР.
В период 1981—1985 гг. работал в должности старшего научного сотрудника-консультанта.
Умер Г. П. Корнейчук 17 февраля 1985 г. Похоронен на Байковом кладбище в Киеве.

## Научная деятельность
Основные работы Г. П. Корнейчука были связаны с изучением кинетики гетерогенно-каталитических реакций и разработки новых методов количественного учета влияния факторов на кинетику гетерогенных каталитических процессов.
Приего участии разработаны:
метод диафрагм предназначенный для исследования катализа и диффузии на пористых контактах, что позволяло учитывать влияние макрофакторов на каталитический процесс (позволяет рассчитывать эффективные коэффициенты диффузии газов внутри пористого катализатора по уравнению Фика);
разработаны и изготовлены специальные реакторы, конструкция которых позволяла измерять концентрации реагентов и температуру по длине слоя катализатора;
разработана серия безградиентных реакторов (1 — 500 атм) и серия проточных однорядных реакторов идеального вытеснения (1 — 350 атм) для исследования кинетики гетерогенных каталитических процессов и определения активности катализаторов (с участием В. П. Стасевич и Г. Г. Гируштина);
В результате проведенных исследований были выработаны практически важные рекомендации по оптимизации внутренней структуры и размера
зерен промышленных катализаторов. Кроме того, были впервые экспериментально подтверждены основные уравнения диффузионной кинетики, ранее полученные теоретически Я. Б. Зельдовичем и Э. В. Тиле.
Под руководством Г. П. Корнейчука были проведены циклы исследований по изучению кинетики процессов окисления нафталина во фталевый ангидрид, окисления СО, редокс-превращений галоидароматических соединений, окисления ароматических углеводородов дальнейшие исследования направлены на разработку эффективных катализаторов. Выполнен цикл исследований по кинетике, механизму реакции, объяснению проявлений гистерезиса и множественности стационарных состояний в этих процессах.
Одним из оригинальных внедрений стало применение так называемых структурированных катализаторов — пластинчатых и блочных сотовой структуры — для очистки продуктов сжигания природного газа в теплогенерирующих системах с последующей подачей их в теплицы для подкормки растений защищенного грунта с целью повышения их урожайности (в составе авторского коллектива М. Г. Марценюк-Кухарук, А. В. Фесенко и Г. П. Корнейчук (посмертно) были удостоены Государственной премии УССР в области науки и техники 1987 года за работу «Создание и внедрение системы углекислотной подкормки растений защищенного грунта каталитически очищенными отходящими газами котельных»).
Впервые (совместно с Г. Л. Коваль) были получены экспериментальные кривые «с изломом» (как проявление высокой параметрической чувствительности гетерогенно-каталитической поверхностной реакции) при исследовании влияния диоксида серы на окисление СО на палладийсодержащих катализаторах.
Под руководством Г. П. Корнейчука защищены 15 кандидатских диссертаций, он автор более 200 научных публикаций, многих изобретений.

## Избранные научные труды
Кinetics of ammonis decomposition on iron catalysis / I. A. Khrisman G. P. Korneychuk // Acta Physicochimics URSS — 1943. — Vol. 18, № 5. — P. 420—429.
Экспериментальное исследование макрокинетических явлений на пористых катализаторах / В. А. Ройтер, Г. П. Корнейчук, М. Г. Леперсон [и др.] // Журн. физ. химии. — 1950. — Т. 24., № 4. — С. 459—467.
Приближенный метод характеристики макроструктуры пористых катализаторов / В. А. Ройтер, Г. П. Корнейчук // Журн. физ. химии. — 1954. — Т. 28, № 10. — С. 1812—1819.
Пути повышения производительности и избирательности окиснованадиевых катализаторов для окисления нафталина во фталевый ангидрид / Г. П. Корнейчук, В. А. Ройтер, Я. В. Жигайло // Хим. пром. — 1958. — Вып. 7. — С. 22 — 25.
Проточно-циркуляционные реакторы для измерения каталитической активности / Г. П. Корнейчук, Ю. И. Пятницкий // Кинетика и катализ. — 1962. — Т. 3, вып. 1. — С. 157—161.
Безградиентные реакторы для исследования кинетики гетерогенных каталитических процессов / Г. П. Корнейчук // Кинетика и катализ. — 1962. — Т. 3, вып. 4. — С. 518—519.
Каталитическое окисление нафталина / В. А. Ройтер, Г. П. Корнейчук, В. П. Ушакова, Н. А. Стукановская. — К. : Изд-во АН УССР, 1963. — 108 с.
О методах испытания активности катализаторов / В. П. Стадник, Г. П. Корнейчук // Укр. хим. журн. — 1964. — Т. 30, № 3. — С. 252—256.
Безградиентный реактор для исследования гомогенных газовых реакций / С. П. Кузьмичев, Г. П. Корнейчук, В. К. Скарченко // Кинетика и катализ. — 1968. — Т.
9, вып. 1. — С. 213—215.
Методы определения активности катализаторов и исследование кинетических газовых гетерогенных каталитических процессов / Г. П. Корнейчук // Проблемы теории и практики исследования в области катализа. — К. : Наукова думка, 1973. — С. 188—218.
Основы макрокинетики гетерогенных каталитических процессов / Г. П. Корнейчук// Проблемы теории и практики исследования в области катализа. — К. :Наукова думка, 1973. — С. 153—179.
A gradientless air-tight glass reactor with a detachable catalist chamber / G. P. Korneichuk, V. P. Stasevich, G. G. Girushtin, N. N. Bobrov // React. Kinet. And Catal. Lett. — 1976. — Vol. 5, № 4. — Р. 325—330.
A metal Reactor for the diaphragm method with chambers providing comptete mixing / G. P. Korneichuk, A. V. Fesenko, L. I. Kravetskii // React. Kinet. Catal. Lett. — 1976. — Vol. 5, № 4. — Р. 395—399.
Блочный многоканальный изотермический реактор / Г. П. Корнейчук, В. П. Стасевич, Г. Г. Гируштин [и др.] // Кинетика и катализ. — 1977. — Т. 18, вып. 1. — С. 247—251.
Роль процессов переноса вещества и тепла и взаимодействия контакта с реакционной средой в гетерогенном катализе / Г. П. Корнейчук // Катализ и катализаторы. — 1978. — Вып. 16. — С. 14 — 28.
О возможности изучения гетерогенно-гомогенных каталитических реакций / А. В. Фесенко, В. Г. Высоченко, Г. П. Корнейчук // React. Kinet. Catal. Lett. — 1978. — Vol. 8, № 3. — Р. 413—418.
Kinetic Investigation of CO oxidation in the presens of SO2 / G. L. Koval, A. V. Fesenko. G. P. Korneichuk. G. S. Yablonskii // React. Kinet. Catal. Lett. — 1979. — Vol. 10, № 4. — Р. 315—318.
Особенности кинетики окисления окиси углерода на палладийсодержащем катализаторе / С. Н. Орлик, В. Г. Высоченко, Г. П. Корнейчук [и др.] // ДАН СССР. — 1980. — Т. 258, № 4. — С. 915—917.
The Studies of benzene adsorption over vanadium-molybdenum oxide catalysts / Yu. N. Belokopytov, Yu. N. Grebennikov, G. P. Korneichuk // React. Kinet. Catal. Lett. — 1981. — Vol. 16, № 4. — Р. 409—412.
Множественность стационарных состояний в реакции окисления углерода на Pd/Al2 O3 / С. Н. Орлик, В. Г. Высоченко, Г. П. Корнейчук [и др.] // Кинетика и катализ. — 1981. — Т. 22, вып. 4. — С. 1068—1071.
Окисление бензола на платине в гетерогенном и гетерогенно-гомогенном режимах / В. П. Стасевич, Т. М. Шапринская, Г. П. Корнейчук [и др.] // React. Kinet. Catal. Lett. — 1982. — Vol. 21, № 1/2. — Р. 71 — 75.
Критические эффекты при окислении СО на Pd-содержащем катализаторе в реакторе идеального вытеснения / Г. П. Корнейчук, С. Н. Орлик, В. Г. Высоченко [и др.] // React. Kinet. Catal. Lett. — 1984. — Vol. 24, № 1/2. — Р. 45 — 47.